# La bien amada
La bien amada (título original inglés: The Well-Beloved) es una novela de Thomas Hardy, publicada en formato libro en 1897, pero que había sido anteriormente publicada por entregas en el Illustrated London News, del 1 de octubre al 17 de diciembre de 1892, con el nombre de 'The Pursuit of the Well-Beloved' ('En busca de la bien amada).

## Sinopsis
Jocelyn Pierston pertenece a una de las familias más importantes de Horada, una isla dedicada a la explotación de sus canteras. Sin embargo, desea dedicarse al arte y aspira a ser uno de los genios más reputados de Inglaterra. Romántico empedernido, cree estar bajo los efectos de una maldición que le impele a perseguir a la amada ideal. Esta atracción, a la que su voluntad no puede oponerse, será la causa de su desdicha, y de una extraodinaria historia de amor que abarca cuarenta años de su vida y que queda reflejada en la relación que mantendrá con tres generaciones de la familia Caro, la abuela, la hija y la nieta. Con una precisión psicológica admirable y una excelente descripción de las situaciones, Thomas Hardy plantea en esta novela el sometimiento de las personas a su destino implacable. Y en este caso el destino del protagonista no es otro que una incesante búsqueda de su amada ideal.